# Balázs Dzsudzsák
Balázs Dzsudzsák (IPA: /'bɒlaːʒ 'd͡ʒud͡ʒaːk/), född 23 december 1986, är en ungersk fotbollsspelare som spelar som vänstermittfältare för Debrecen.

## Internationell karriär
Duzsudzsák gjorde sin debut i landslaget den 2 juni 2007 i Heraklion mot Grekland.
Hans första mål i landslaget var den 24 maj 2008 i en match mot Grekland.
(Statistiken är korrekt per den 11 februari 2009)
| Lag    | År   | Träningsmatcher | Träningsmatcher | Internationella Matcher | Internationella Matcher | Totalt  | Totalt |
| Lag    | År   | Matcher         | Mål             | Matcher                 | Mål                     | Matcher | Mål    |
| ------ | ---- | --------------- | --------------- | ----------------------- | ----------------------- | ------- | ------ |
| Ungern | 2009 | 1               | 0               | 1                       | 0                       | 2       | 0      |
| Ungern | 2008 | 5               | 1               | 4                       | 0                       | 9       | 1      |
| Ungern | 2007 | 2               | 0               | 5                       | 0                       | 7       | 0      |
| Totalt |      | 8               | 1               | 10                      | 0                       | 18      | 1      |

| Nr | Datum       | Plats            | Motståndare | Mål | Resultat | Tävling       |
| -- | ----------- | ---------------- | ----------- | --- | -------- | ------------- |
| 1. | 24 maj 2008 | Budapest, Ungern | Grekland    | 1–0 | 3–2      | Träningsmatch |

## Meriter

### Klubb
- Debreceni VSC
  - Ungerska ligan:  2004/2005, 2005/2006, 2006/2007
  - Ungerska Cupen
    - Andra plats: 2007

  - Ungerska supercupen: 2005, 2006, 2007

- PSV Eindhoven
  - Eredivisie: 2007/2008
  - Johan Cruijff Shield: 2008

### Individuellt
- Årets fotbollsspelare i Ungern: 2010, 2014